# Cuerpo de Bomberos de Valdivia
El Cuerpo de Bomberos de Valdivia corresponde al Cuerpo de Bomberos de Chile que opera en la ciudad de Valdivia, en la Región de Los Ríos.
Fue fundado el 12 de febrero de 1853 por notables vecinos de la época, colonos alemanes que llegaron a la zona a contar de 1846.
Actualmente está conformado por 10 compañías que desarrollan diversas labores, como la extinción de incendios, el rescate vehicular y el manejo de materiales peligrosos. 
Su Superintendente es don Oscar Cayul (4.ª compañía) y Comandante don Mario Estrada (8.ª compañía). 

## Historia
Entre las instituciones de bien público acaso la principal sea el Cuerpo de Bomberos: su fundación en 1853 lo constituye en el segundo más antiguo del país, pero su constitución definitiva no se produce hasta marzo de 1875, al crearse la primera compañía. Sus estatutos son aprobados en junio de 1898, desempeñando la superintendencia honorables personalidades, incluidos varios intendentes.(1) En 1858 había recibido la primera bomba, memorable acontecimiento perpetuado en una caricatura dibujada por Guillermo Frick a pedido del Intendente Ruperto Solar; en 1868 los alumnos de gimnasia de la escuela alemana, con uniformes blancos, y bajo la dirección de los profesores Valck y Wolle, ensayaban los domingos cómo apagar incendios, usando cajones de cuero, baldes y bombines. 

## Compañías
- La 1.ª Compañía “Germania” fue fundada el 1 de marzo de 1852, por el líder de la colonización alemana en Chile, Don Karl Anwandter y un grupo de alemanes y de sus descendientes, integrando su directorio Carlos Hoffmann, Guillermo Wachsmann, Pablo Hoffmann, Carlos Bischoff, Otto y Gustavo Roepke, reuniendo un óptimo material contra incendios. Su moderno cuartel se ubica en Avenida Los Lingues N.º 530, Isla Teja. Para el año 2017, su dotación alcanza los 90 voluntarios y 34 cadetes en formación. Su director es don Helmut Húber Gacitúa y su capitán Patricio Luzzi Horn. Su especialidad es de Agua, Rescate Técnico y Vehicular. Hasta el año 2000, era la Compañía que tenía a su cargo a la sección Fluvial del Cuerpo, con la Bomba Fluvial "Chile III". Esta Compañía fue la primera que tuvo una verdadera Bomba Fluvial, la "Chile I". Actualmente cuenta con tres unidades: Una unidad de extinción de incendios, y dos unidades con especialidad de rescate técnico, y rescate vehícular.

- La 2.ª Compañía "Bomba Agustín Edwards Ross" se funda el 1 de febrero de 1876. Su cuartel se ubica en Avenida Pedro Aguirre Cerda N.º 322, en el popular sector de Las Ánimas, y para el año 2014 cuenta con 41 voluntarios. Su director es Jorge Sánchez Aguilar y su capitán es Luis Cocio Mejias, y es compañía de agua, contando actualmente con tres unidades, las cuales son dos bombas contra incendios, y una unidad cisterna.

- La 3.ª Compañía "Proveedores de agua" fue fundada el 19 de septiembre de 1877, por colonos alemanes como corresponde a la característica de la ciudad. Su cuartel se ubica en Avenida Ramón Picarte N.º 1444, para el año 2014 su director es don Cristian Roa Araya y su capitán don Guillermo Soto Cortez, cuenta con 57 voluntarios y se especializa en incendios en edificaciones de altura. Cuenta con dos carros bomba y una escala telescópica Magirus que recientemente se ha puesto en servicio, esta en reemplazo de la escala telescópica Magirus Deutz del año 1978, dada de baja del servicio en 2011.

En 1877 se fundan, casi simultáneamente, la 4.ª Compañía "Carlos Anwandter", de bombas; y la 5.ª Compañía "Hachas y escalas", por los integrantes de la antigua cuarta sección de bomberos creados por Anwandter. 
- La 4.ª Compañía de Bombas lo es el 1 de julio de 1877. Su actual cuartel se ubica en calle Arauco N.º 825, cuenta con 65 voluntarios. Su director es don Marcelo Aliaga, su capitán don Cristóbal Solís, y se especializa en agua y rescate en desnivel, actualmente su especialidad esta normanda bajo la norma GRIMP siendo esta compañía una de las pioneras en el rescate en altura en el país. Además, esta compañía es la pionera en el trabajo fluvial del cuerpo, al montar una de las dos bombas a palancas que tuvo en su fundación sobre un bote a remos. Actualmente cuenta con una unidad bomba de extinción de incendios, y una unidad de rescate especialiAdo

- La 5.ª Compañía, nace de los disidentes de la Cuarta sección que estimaban suficientes la cantidad de Bombas, siendo necesario una compañía de zapadores. Nace así la "Fünfte Deutsche Feuerwehrkompanie zu Valdivia", hoy compañía netamente chilena, el 2 de julio de 1877. Su director es don Walter Uribe Leiva y su capitán don Henry Torres Jiménez. Su moderno cuartel se ubica en Luis Damman, en la población Los Ediles y cuenta con 39 voluntarios. Su especialidad es de hachas y escalas, se convirtió en Compañía Mixta de Zapadores y Agua, al trasladarse a su nuevo cuartel en Avda. Luis Damann esquina de Avda. Pedro Montt. Cuenta actualmente en servicio con una unidad bomba contra incendios, y una unidad portaescalas.

En 1900 se crean otras dos compañías, la 6.ª "Bomba Arturo Prat"  contigua a la estación de ferrocarriles, y la 7.ª "Canelos" en el barrio homónimo, hoy llamado Miraflores.
- La 6.ª se constituye el 3 de marzo pero se aplaza su fundación al 21 de mayo. Actualmente su cuartel se ubica en Avenida Ramón Picarte N.º 2494, cuenta con 46 voluntarios, su director es Armin Bascur, y su capitán don Juan Carlos Godoy. Entre sus primeros voluntarios se contempla a don Arturo Prat carvajal, hijo del héroe naval, quien ingresa alrededor de 1903. Su especialidad es de agua y materiales peligrosos (HAZMAT). Existen registros y documentación de la existencia previa de una 6.ª Compañía, destinada a Guarda Propiedades, formada por personas que ya no podían por su edad, cumplir con las labores de las compañías de bombas y de escalas. Se ignora así mismo, la época y motivo de su desaparición. Actualmente cuenta con dos unidades bomba, además de una unidad de especialidad [Hazmat]

- La 7.ª compañía, bomba "Canelos" se funda el 27 de abril, por colonos alemanes. Su cuartel, de hermosas líneas, que se levantó gracias al esfuerzo y trabajo de sus voluntarios liderados por el superintendente honorario Raúl Basso González, se ubica en Avenida Francia N.º 1685. Cuenta con 54 voluntarios, su director es Ricardo Almonacid Volke y su capitán Nicolás Sepúlveda Armijo. Se especializa en Agua y Rescate, contando para esta última especialida con un carro americano marca Pierce Dash financiado íntegramente por esta unidad bomberil.

- La 8.ª Compañía "Bomba España" se funda el 2 de diciembre de 1922, como compañía "Salvadora y Guarda Propiedades". Su fundación se caracteriza por reunir a gran parte de la masonería valdiviana, entre quienes se destacan, entre otros, Pedro Castelblanco Agüero, Sansón Radical, Camilo Henríquez y Luis Ramírez de Arellano. Estos fundadores en su mayoría también son descendientes de colonos españoles, por lo que en 1992, sus voluntarios acuerdan retomar ese aspecto de su fundación, pasando a denominarse como "Bomba España", siendo reconocida como tal por el consulado dicho año. Actualmente su director es don Claudio Carrasco Walker y su capitán Jorge Díaz Morales, cuenta con 47 voluntarios, su cuartel se ubica en el Cuartel General de Bombas, por calle Camilo Henríquez, su especialidad es de Agua y Soporte Vital Básico.

- La 9.ª Compañía "Bomba Collico", se funda el 26 de febrero de 1932 en ese populoso barrio industrial. Entre sus fundadores se cuentan varios miembros de la familia Kuntsmann, ricos industriales molineros. Su director es don Heinz Kuntsmann Telge y su capitán don Reinaldo Esteban Erpel Celis. Su cuartel se ubica en Avenida Balmaceda S/N.º, Collico. Cuenta con 41 voluntarios, su especialidad es agua y tiene a su disposición dos unidades bomba, siendo una de estas próximamente especialidad forestal

- La 10.ª Compañía "Bomba Niebla" nace el 20 de enero de 1984, en el balneario costero de la ciudad distante 17 kilómetros de la ciudad de Valdivia. Su moderno cuartel se ubica a un costado del histórico Fuerte de Niebla, cuenta con 2 carros bomba en la actualidad. Su director es don Juan Saavedra Carmona y su capitán don Carlos Miller Fuentes. Cuenta con 49 Voluntarios y es Compañía de Agua.

### Bomberos de río
El Cuerpo de Bomberos de Valdivia, tiene una característica que lo hace único en el país: es el exclusivo propietario de la especialidad fluvial. En efecto, los bomberos Valdivianos, muy ligados a sus ríos, siempre tuvieron un estrecho vínculo con el Calle Calle y el Valdivia, utilizando bombas que extraen directamente de sus aguas el vital elemento. 
Es así como en 1877, el material mayor inicial de la 4.ª Compañía eran dos bombas a palanca. Los cuartinos, sabedores que el río es la principal fuente de agua de la ciudad, instalan una de estas bombas sobre un bote a remos, inaugurando así el trabajo fluvial, que será la característica del cuerpo. Posteriormente, en 1881, la Primera Compañía trae una bomba “poderosa”, accionada a mano; en enero de 1891 inauguraba la bomba fluvial “Chile”, y en 1912, la “Valdivia”, capaz de lanzar 8.000 litros por minuto, haciéndose en abril de 1912 los primeros ensayos de la bomba “Badger”, que apaga en un instante el simulacro de incendio con solo la décima parte de su poder. Según lo muestran antiguas fotografías, inicialmente el agua se extrae de pozos circulares, con tapa de madera, ubicados en varios puntos, incluida la plaza. Ernesto Frick proyecta la red de grifos, alimentados tanto por el estanque de agua potable como desde el río, con la ayuda de las bombas fluviales. También estuvo en servicio entre los siglos XIX y XX, las bombas "Chile II", de la 1.ª Compañía, y la "Comandante Schuller" de la 6.ª Compañía. Actualmente, el Consejo de Oficiales Generales mantiene el acuerdo de adquirir una bomba fluvial para el Cuerpo, estando en este momento el proyecto busca de financiamiento por el Gobierno Regional.

## Mártires
En sus 161 años de existencia, seis han sido las víctimas del deber que han ofrendado su vida en acto de servicio. Ellos son:
- Enrique Córdova Aqueveque, voluntario 8.ª Compañía, muerto el 6 de noviembre de 1924,  al caer de una altura cercana a los 12 metros, en el ejercicio de compañía en el Hotel Palace, ubicado en ese entonces en la esquina de calles Letelier y Bernardo O’Higgins.

- Heriberto Klassing Ketz, teniente de máquinas de la 4.ª Compañía, muerto el 18 de abril de 1934, al producirse un derrumbe mientras el Cuerpo trabajaba en la remoción de escombros, en el incendio ocurrido en calle Chacabuco, entre Ismael Valdés y Caupolicán.

- Pedro Hernández Araneda, teniente 3.º de la 5.ª Compañía, muerto el 6 de diciembre de 1936, producto de una caída de altura en el ejercicio de compañía Liceo de Niñas, en la esquina de calles Ismael Valdés y Arauco.

- Alfonso Reyes Aguilera, voluntario de la 8.ª Compañía, muerto el 2 de febrero de 1957, a raíz de las graves lesiones sufridas al volcar la bomba de la 8.ª Cía., tras ser colisionada por la bomba de la 4.ª Cía. en la esquina de calles Arauco e Independencia, cuando ambas se dirigían al llamado de Comandancia que ocurría en la esquina de calles Yungay y Yerbas Buenas.

- Patricio Solís Córdova, teniente 2.º de la 5.ª Compañía, muerto el 27 de julio de 1983, al sufrir una caída de altura desde lo alto de una estrella de escalas, en el ejercicio demostrativo realizado en el frontis del Cuartel General, en la esquina de calles Camilo Henríquez y Carampangue.

- Ricardo Ekchardt Ochoa, cuartelero general, muerto el 12 de enero de 1982, a raíz las graves lesiones sufridas en un accidente de tránsito mientras cumplía con órdenes de la Comandancia.